# Kennedy McKinney
Kennedy McKinney (ur. 10 stycznia 1966 w Hernando) – amerykański bokser, złoty medalista letnich igrzysk olimpijskich  w Seulu w walce o złoty medal pokonał Aleksandra Christowa.

## Kariera zawodowa
Po zdobyciu medalu olimpijskiego McKinney walczył dla federacji IBF zdobywając po walce 2 grudnia 1992 roku mistrzostwo świata z Welcome Ncitą na skutek kontuzji przeciwnika. Pięciokrotnie bronił tytułu mistrza świata. Przegrał po walce z Vuyani Bungu. Walka ta została uznana za walkę roku przez pismo Ring Magazine. 19 grudnia 1997 roku stanął do walki z Juniorem Jonesem pokonując go przez techniczny nokaut i zdobywając tytuł mistrza świata Federacji WBO w kategorii superkoguciej. 30 października 1998 stracił tytuł na rzecz Marco Antonio Barrery. 4 kwietnia 2003 roku stoczył ostatnią walkę zawodową z Gregiem Torresem. Walkę przegrał po sześciorundowym pojedynku.